# Kyryly
Kyryly är en ort i Azerbajdzjan.   Den ligger i distriktet Ağstafa Rayonu, i den västra delen av landet, 400 km väster om huvudstaden Baku. Kyryly ligger 358 meter över havet och antalet invånare är 3 810.
Terrängen runt Kyryly är platt åt nordost, men åt sydväst är den kuperad. Runt Kyryly är det ganska tätbefolkat, med 72 invånare per kvadratkilometer.. Närmaste större samhälle är Aghstafa, 5,7 km nordväst om Kyryly.
Trakten runt Kyryly består till största delen av jordbruksmark.